# 屏東市扶正殿
22°40′17″N 120°29′39″E / 22.6714581°N 120.4941043°E
屏東扶正殿，是位於屏東縣屏東市福建路的一座廟宇，主祀 萬薛池 府王爺，係由澎湖縣湖西鄉林投村鳳凰殿
分靈來臺。

## 祀神
- 正殿一樓，主祀萬、薛、池府王爺，從祀 中壇元帥、月下老人、五路財神、下壇爺、康將軍、趙將軍。
- 正殿二樓，奉祀開基萬、薛、池府王爺。

## 歷史沿革
- 民國55年（丙午）為扶正壇，惟碑記碑頭上刻記「本殿奉玉旨敕令，由臺灣澎湖縣林投鄉鳳凰殿分靈來台奉祀」。
- 民國99年，擴建成現今廟貌。

## 建築特色
殿內「琉璃燈火」相配形成「雙龍拜塔」、「琉璃燈火候雙龍」。

## 外部連結
- 微廟影視文化事業 （页面存档备份，存于）